# بيث موينز
إليزابيث موينز (ولدت في 26 مايو 1967م) و هي مذيعة وصحفية رياضية أمريكية في ESPN و CBS. حيث عادة ما تدعو إلى الرياضة الجامعية للسيدات وأصبحت ثاني امرأة تذيع ألعاب كرة القدم الجامعية على الصعيد الوطني من على ESPN في 2005م. حيث بدأت في التحليل لألعاب اتحاد كرة القدم الأميركية في عام 2017م.

## حياتها ووظيفتها
ولدت مووينز في سيراكيوز، نيويورك وكانت لاعبة كرة سلة وكرة اللينة وكرة قدم في مدرسة شمال سيراكيوز الثانوية في شمال سيراكيوز، نيويورك. حيث كانت كابتن فريق كرة السلة الجامعي لمدة موسمين في كلية لافاييت في إيستون، بنسلفانيا. ثم تخرجت من لافاييت بدرجة البكالوريوس في عام 1989م ومن جامعة سيراكيوز بدرجة الماجستير.
بدأت موينز حياتها المهنية في عام 1991م كمديرة الأخبار والرياضة لراديو WXHC-FM في هومر، نيويورك وهي واحدة من المختارين لعام 2009م في قاعة مشاهير الرياضة في سيراكيوز الكبرى.
انضمت مووينز إلى ESPN في عام 1994م وقامت بتغطية الرياضات الجامعية، بما في ذلك كرة السلة وكرة القدم الأمريكية والكرة اللينة وكرة القدم والكرة الطائرة. لقد كانت الصوت الرئيسي للشبكة في تغطية الكرة اللينة، بما في ذلك بطولة كلية البنات العالمية.
تم إقران مووينز مع كات وايت هيل في فريق البث الثالث في ESPN للبث التلفزيوني لكأس العالم للسيدات 2011م.
و في عام 2015م، أصبحت مووينز الصوت التحليلي لأوكلاند ولاحقًا في لاس فيغاس ريدر في البث التلفزيوني قبل الموسم.
ثم في مايو 2017م، ذكر ريتشارد ديتش من Sports Illustrated، أن مووينز هي مذيعة تحليلية مختارة للأسبوع الافتتاحي لكرة القدم في Monday Night على ESPN الذي يتم بثه في وقت ليلًا بين لوس أنجلوس شارجر ودنفر برونكو. فلقد قبلت تلك الوظيفة في سبتمبر من ذلك العام وبالتالي أصبحت أول امرأة تذيع مباراة وطنية على التلفاز لاتحاد كرة القدم الأميركي. فجعلها أيضًا ثاني مذيعة تحليلية في تاريخ الموسم العادي لاتحاد كرة القدم الأميركي؛ فكانت جايل سيرينز مذيعة تحليلية في مباراة من الموسم العادي لاتحاد كرة القدم الأميركي في عام 1987م لصالح إن بي سي سبورتس.
أصبحت موينز أيضًا أول مذيعة تحليلية في College Basketball على CBS و NBA على CBS و NFL على شبكة CBS في تاريخها الممتد 58 عامًا و هذا عندما أذاعت بمباراة كليفلاند براونز-إنديانابوليس كولتس في موسم 2017م مع جاي فيلي.

## حياتها الشخصية
إن موينز متزوجة من آلان أرولادو وزوجة أب لابنه مات. و تعتبر موينز من أنصار نادي تشيلسي من الدوري الإنجليزي الممتاز.